# Marco Motta
Marco Motta (født d. 14. maj 1986 i Merate i Lombardiet, Italien) er en italiensk fodboldspiller, der spiller primært som højre back.
Han spiller i øjeblikket for Almería i Spanien, og har tidligere repræsenteret blandt andet Juventus og Udinese i hjemlandet.
Marco Motta har spillet en række kampe på de italienske ungdomslandshold, og debuterede i 2010 på det italienske A-fodboldlandshold.